# 宮下郵便局
宮下郵便局（みやしたゆうびんきょく）は、福島県大沼郡三島町にある郵便局。民営化前の分類では集配特定郵便局であった。

## 概要
住所：〒969-7599 福島県大沼郡三島町宮下字宮下282-1

## 沿革
- 1880年（明治13年）4月16日 - 宮下郵便局（五等）として開設[1]。
- 1885年（明治18年）10月1日 - 貯金取扱を開始。
- 1891年（明治24年）1月16日 - 為替取扱を開始。
- 1956年（昭和31年）12月1日 - 西方郵便局から電話交換事務の取扱を移管[2]。
- 1969年（昭和44年）12月5日 - 電話の加入および料金に関する簡易な事務を除く電話交換業務を、柳津電報電話局に移管。
- 2004年（平成16年）3月1日 - 西方郵便局から集配業務を移管[3]。
- 2007年（平成19年）10月1日 - 民営化に伴い、併設された郵便事業会津若松支店宮下集配センターに一部業務を移管。
- 2012年（平成24年）10月1日 - 日本郵便株式会社発足に伴い、郵便事業会津若松支店宮下集配センターを宮下郵便局に統合。

## 取扱内容
- 郵便、印紙、ゆうパック、内容証明
- 貯金、為替、振替、振込、国際送金、国債
- 生命保険、バイク自賠責保険
- ゆうちょ銀行ATM
- 大沼郡三島町域の集配業務

## 風景印
- 図案は『宮下ダム』・『只見川船下り』・町の木『キリの花』・『志津倉山』
- 使用開始日は1984年（昭和59年）2月10日

## 周辺
- 三島町役場
- 三島町立宮下小学校
- 三島町立宮下中学校
- 国道252号
- 只見川

## アクセス
- JR只見線 会津宮下駅から西へ約300m（徒歩約5分）
- 磐越自動車道 会津坂下ICから南西へ約17km
- 駐車場あり：3台